# Kirchenstraße (Bützow)
Die Kirchenstraße (auch: Große Kirchenstraße) ist eine Anliegerstraße im historischen Stadtkernder der ehemaligen Bischofsresidenz und Universitätsstadt Bützow im Landkreis Rostock in Mecklenburg.

## Geografische Lage
Die Kirchenstraße ist die Verlängerung der Breite Straße und führt an der Stiftskirche vorbei. Die Gasse ist in beide Richtungen befahrbar, der Fahrbahnbelag besteht aus Kopfsteinpflaster. Sie verbindet als Anliegerstraße, die Kreuzung: Ellernbruch, Breiten Straße, Am Markt, Kirchenstraße. mit der Kreuzung 4. und 5. Wallstraße. Als Querstraßen sind die Pfaffenstraße, der Kirchenplatz, Mantzelstraße an die Kirchenstraße angeschlossen.

## Geschichte
Die Straße an der Kirche und dem Kirchhof wird in der Archivreihe Stift Schwerin aus dem Jahre 1497 unter „ingen dem Kirchhof“ namentlich erwähnt. 1725 wird sie erstmals als Haus und hoff an der Kirchstraße im Hypothekenbuch der Stadt Bützow namentlich genannt. 1731 wurde sie „die große straße bey dem Küster“ genannt. 1769 bekam die „so genannte Kirchen Straße“ eine neue Straßendecke. 1833 nannte Wilhelm Ferdinand Rong in seinem Buch (Versuch einer topographisch-historischen Darstellung der Stadt Bützow), diese Straße: Große Kirchenstraße. Von 1835 bis 1888 wechselte der Name von: Hinterm Kirchhofe, Hinter dem Kirchhofe und Große Kirchenstraße. Die heutige Namensform Kirchenstraße erschien im Brandkataster der Stadt von 1888 zum ersten Mal und ist bis heute unverändert geblieben.

## Bebauung

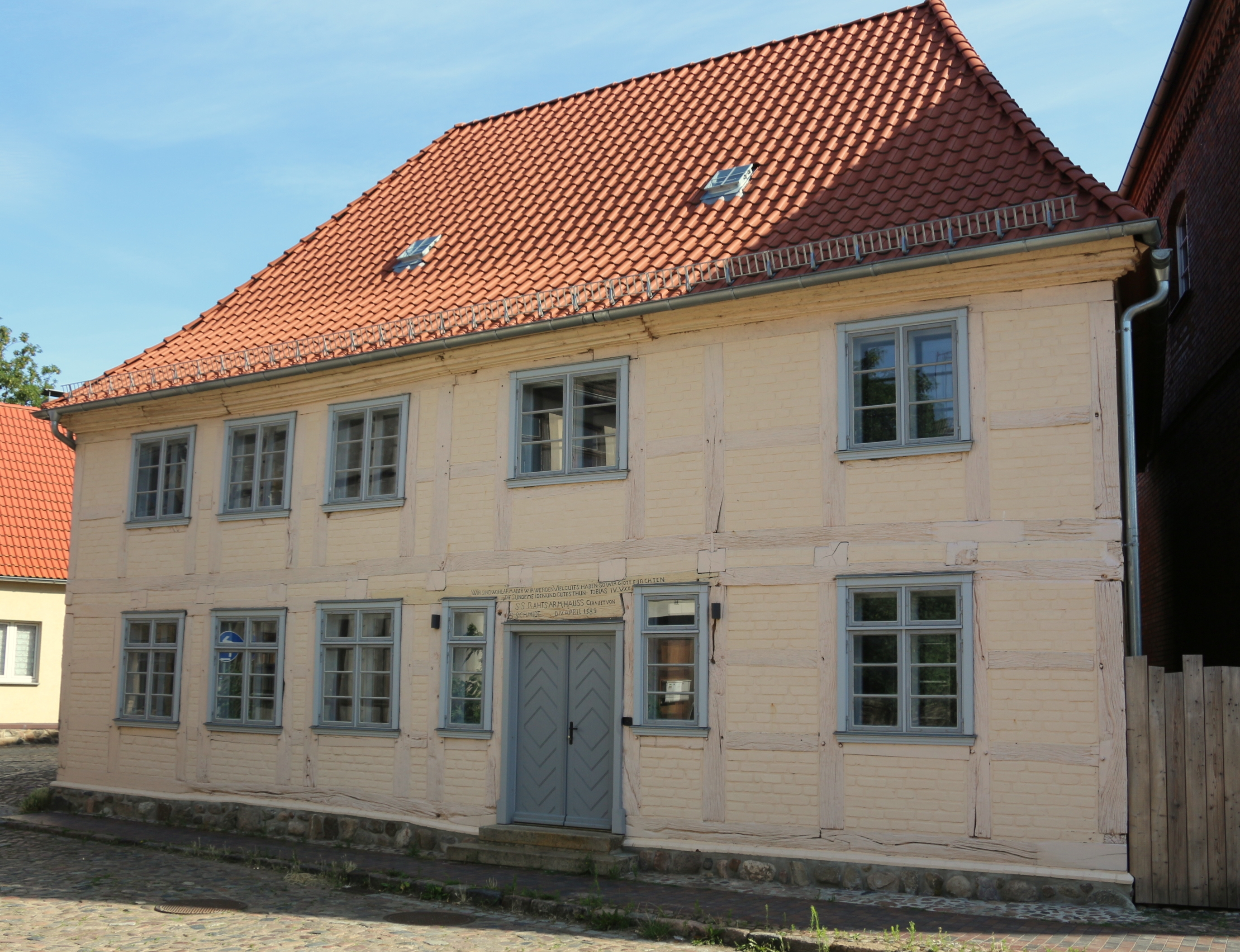
Kirchenstraße 2

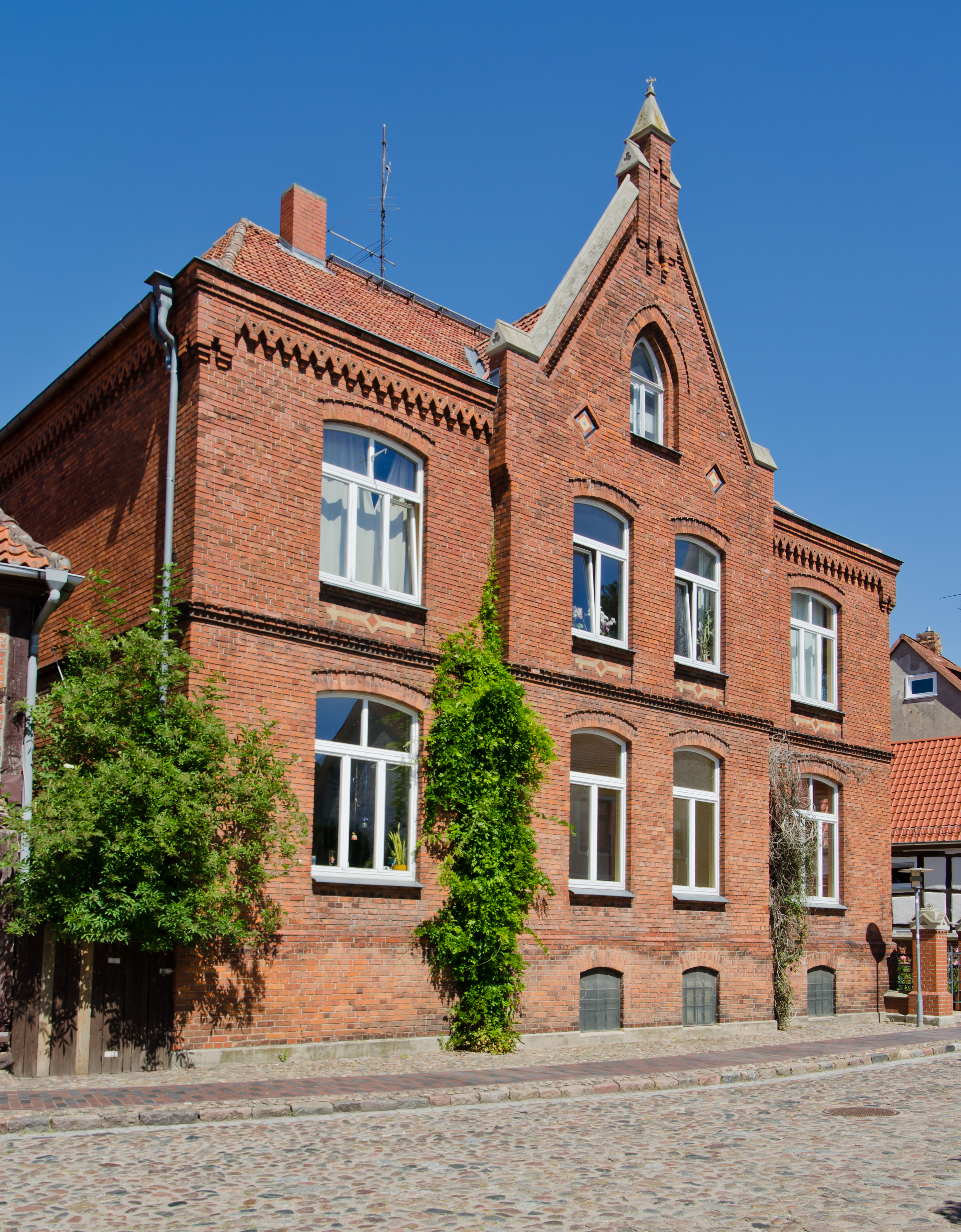
Kirchenstraße 4

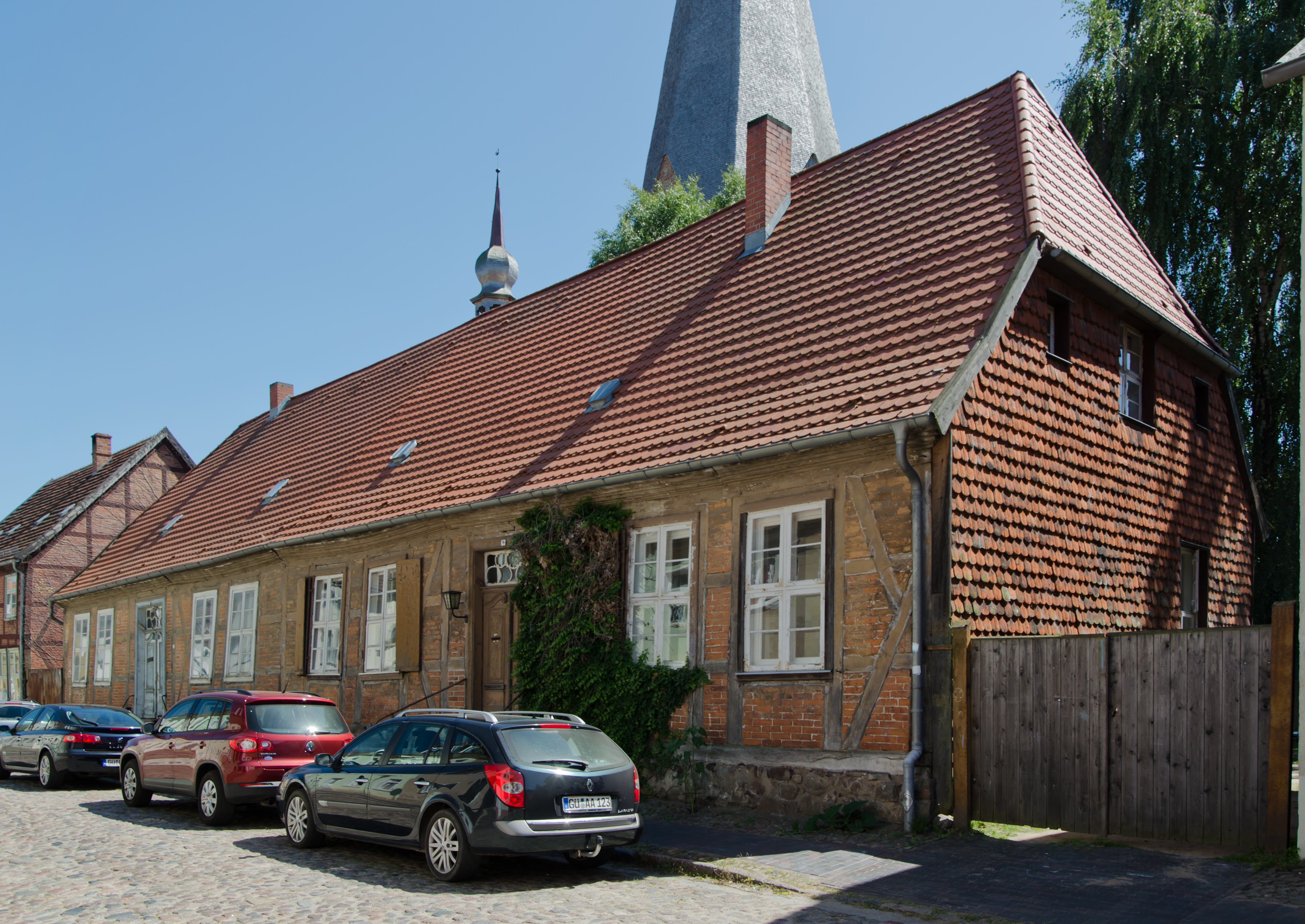
Kirchenstraße 9–11

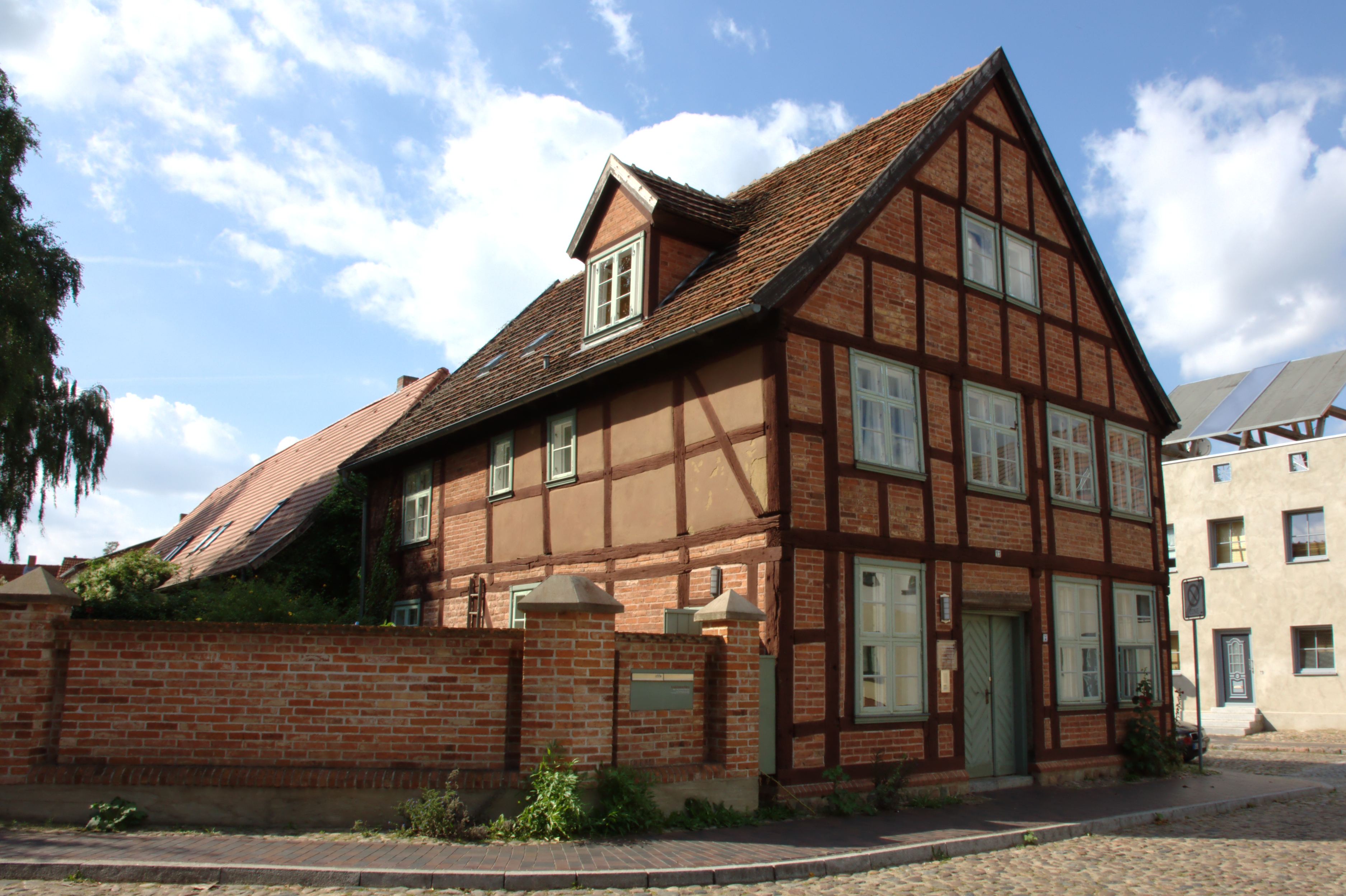
Kirchenstraße 13

An der Straße stehen zumeist zwei- bis dreigeschossige Wohnhäuser.
Die Denkmalplakette  kennzeichnet Baudenkmale der Kirchenstraße.
| Haus Nr. | Historische Haus- nummer bis 1908 |  | Geschichtliche Anmerkungen                           | Eigentümer oder Verwendung                                                                         |
| -------- | --------------------------------- |  | ---------------------------------------------------- | -------------------------------------------------------------------------------------------------- |
| 1        | 137                               |  | Haus existiert nicht mehr.                           | ehemals: Schneidermeister H. Schöttler                                                             |
| 2        | 161                               |  | 1736 erbaut                                          | Ratsarmenhaus                                                                                      |
| 3        | 138                               |  | Haus existiert nicht mehr.                           | ehemals: Maurermeister H. Klatt                                                                    |
| 4        | 160                               |  | 1895 erbaut.                                         | 2. Predigerhaus                                                                                    |
| 5        | 139                               |  |                                                      | |
| 6        | 159                               |  |                                                      | |
| 7        | 140                               |  |                                                      | |
| 8        | 158                               |  |                                                      | |
| 9        | 141                               |  |                                                      | ehemals: Pfarrwitwenhaus                                                                           |
| 10       | 157                               |  |                                                      | |
| 11       | 142                               |  |                                                      | ehemals: Pfarrwitwenhaus                                                                           |
| 12       | 156                               |  |                                                      | ehemals: erster Sitz Ratsbuchdruckerei Carl Buhr                                                   |
| 13       | 165                               |  | 1726 erbaut. Eröffnung des Heimatmuseum Bützow 1929. | ehemals: Küsterhaus                                                                                |
| 13 A     |                                   |  | Heute Wohnhaus                                       | ehemals: Stall des Küsterhauses                                                                    |
| 14       | 155                               |  |                                                      | |
| 15       | 168                               |  |                                                      | |
| 16       | 154                               |  |                                                      | |
| 17       | 143                               |  |                                                      | |
| 18       | 153                               |  |                                                      | |
| 19       | 191 A                             |  |                                                      | |
| 20       | 152                               |  |                                                      | |
| 22       | 151                               |  | Geburtshaus des Historikers Karl Griewank            | ehemals: Sanitätsrat Dr. med. Otto Griewank                                                        |
| 24       | 150                               |  |                                                      | |
| 26       | 149                               |  | Haus existiert nicht mehr.                           | ehemals: Sanitätsrat Dr. med. Carl Müller                                                          |
| 28       | 148                               |  |                                                      | |
| 30       | 147                               |  |                                                      | |
| 32       | 146                               |  |                                                      | ehemals: Bürstenwarenfabrik Heinrich Lenschau, später: Nachfolger A. Neumann                       |
| 34       | 145                               |  |                                                      | |
| 36       | 144                               |  |                                                      | ehemals: Wohnhaus des Johann Heinrich Finmann, Pastor der Französisch-Deutschen Gemeinde zu Bützow |